# Vladimír Talla
Vladimír Talla (* 3. Juli 1973 in Ostrava) ist ein tschechischer Schachmeister und Schachschiedsrichter.

## Leben
Talla erhielt im Jahr 2000 den Titel Internationaler Meister. Im Juni 2009 wurde er zum Großmeister ernannt unter der Voraussetzung, dass er eine Elo-Zahl von mindestens 2500 erreicht. Die erforderlichen Normen hatte er in der tschechischen Extraliga 2008/09 und im März 2009 bei der Europaeinzelmeisterschaft in Budva erfüllt. Im Mai 2010 erreichte er eine Elo-Zahl von 2505 und trägt seitdem den Großmeister-Titel.
Er siegte oder belegte vordere Plätze in mehreren Turnieren: 2. Platz beim Proclient Cup in Ostrava (2000), 2. Platz beim Třinec-Open (2001), 1. Platz beim Piešťany-Open (2004), dreimal 2. Platz beim Beskydy-Open in Frýdek-Místek (2006–2008), 1. Platz beim Staré Město-Open (2010).

## Nationalmannschaft
Talla nahm an der Schacholympiade 2004 mit der Auswahl der IPCA (International Physical-Disabled Chess Association) teil. Die tschechische Nationalmannschaft vertrat er beim Mitropacup 2010.

## Vereine
In der tschechischen Extraliga spielte Talla in der Saison 1992/93 für TJ TŽ Třinec, von 1997 bis 2001 für TJ Nová Huť Ostrava, in der Saison 2001/02 für den ŠK DP Holdia Prag, von 2003 bis 2010 für IPM Color Ostrava, für die er seit 2012 erneut spielt, und von 2010 bis 2012 für BŠŠ Frýdek-Místek. In der polnischen Mannschaftsmeisterschaft spielte er 2009 für ASSz Miedź Legnica, in der slowakischen Extraliga spielte Talla von 1996 bis 1998 und von 1999 bis 2004 für den ŠK Slovan Levice, von 2005 bis 2007 für den ŠKŠ Dubnica, von 2008 bis 2010 für K CERO NŠK Nitra und in der Saison 2010/11 für den Meister TJ Slávia CAISSA Čadca.